# Josiane Chevalier

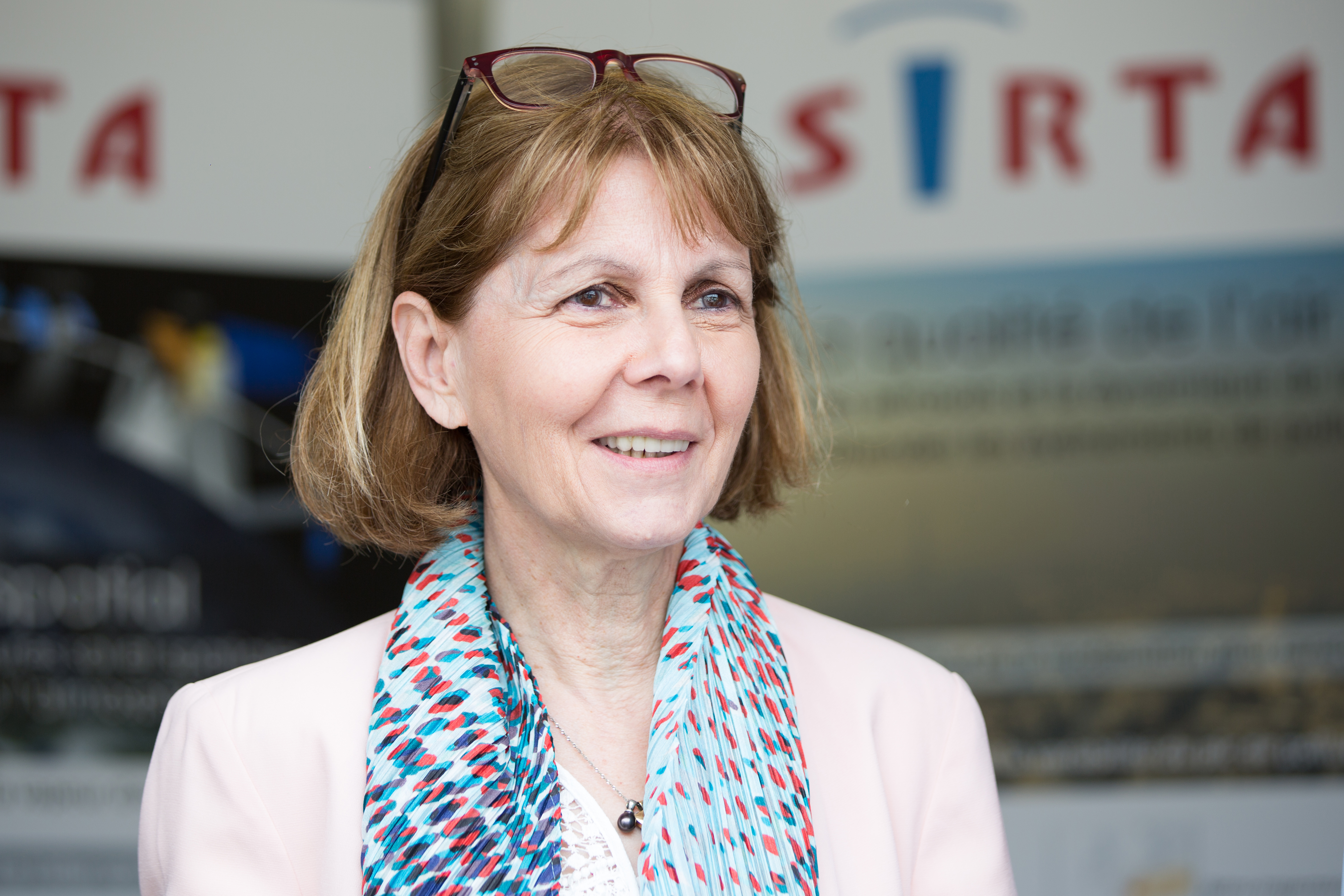
Josiane Chevalier (2016)

Josiane Chevalier (* 18. August 1957 in La Mure im Departement Isère in der Region Auvergne-Rhône-Alpes) ist eine hohe französische Staatsfunktionärin. Sie war unter anderem von 2012 bis 2016 Präfektin des Departements Tarn, von 2016 bis 2018 Präfektin des Departements Pyrénées-Orientales, von 2018 bis 2020 Präfektin von Corse-du-Sud, und ist seit 2020 Präfektin des Departements Bas-Rhin, der Region Grand-Est und der Verteidigungs- und Sicherheitszone Ost.

## Leben
Josiane Chevalier absolvierte die Verwaltungshochschule Institut régional d’administration de Lyon in Villeurbanne. 1981 begann sie ihre Tätigkeit im staatlichen Dienst als Fachbeauftragte in der Präfektur des Departementes Ain. Von 1982 bis 1986 stand sie im Dienst der Präfektur des Departements Isère. Sie wurde in den Departementsrat dieser Verwaltungsregion gewählt und leitete deren Bildungsdepartement. Ab 1994 war sie Vizedirektorin für Sozialhilfe und danach für das Gesundheitswesen im Departement Isère.
Im Jahr 2002 begann ihre Karriere in der Leitung von Präkturen in Frankreich. 2004 wurde sie die Generalsekretärin der Präfektur Jura, 2006 übernahm sie die gleiche Stellung im Departement Savoie, danach war sie seit 2008 Kabinettsdirektorin des Präfekten von Hauts-de-Seine und seit 2010 die Generalsekretärin der Präfektur Rhône.
Im Jahr 2021 erhielt sie ihre erste Stellung als Präfektin im Departement Tarn. An verschiedenen Orten leitete sie als erste Frau eine Präfektur, so 2014 in Pyrénées-Orientales und 2016 im Departement Essonne sowie 2018 in Südkorsika.
2020 wurde Josiane Chevalier zur Präfektin der französischen Region Grand Est berufen. Zugleich ist sie die Präfektin der Zone de défense et de sécurité Est und Präfektin des Departements Bas-Rhin. Ihre Verwaltungstätigkeit im Elsass war in der ersten Zeit geprägt durch die Bekämpfung der in Ostfrankreich besonders stark aufgetretenen Covid-19-Pandemie. Ihr Dekret in Bezug auf das Tragen von Hygienemasken zum Schutz vor Ansteckungen wurde in Strassburg politisch und juristisch bekämpft und schließlich nach einem Gerichtsentscheid angepasst umgesetzt.
Seit 2020 ist Josiane Chevalier Präsidentin des Verwaltungsrats der Gewässerbehörde Rhein-Maas. Während der schweren Hochwasserkatastrophe im Juli 2021 ordnete sie an, den Polder von Erstein bei Straßburg zu öffnen, um die Hochwasserwelle im Rhein zu vermindern.

## Auszeichnungen
Josiane Chevalier ist seit 2017 Offizier der Ehrenlegion, seit 2021 Kommandeurin des französischen Nationalverdienstordens und außerdem Trägerin des Ordre des Palmes Académiques sowie des Ordre du Mérite agricole.